# أعصاب شرجية سفلية
عصب مستقيمي سفلي (بالإنجليزية: Inferior anal nerves)‏ هو عصب يتَفرعُ من العصب الفرجي.

## مساره
عادةً ما يكون متعددًا ويخترق لفافة النفق الفرجي، ثم يسير في الناحية الوسطية عبر الحفرة الإسكية الشرجية ليُعصِب العاصرة الشرجية الخارجية والمناطق المرتبطة بعضلات الرافعة الشرجية. يُعتبر هذا العصب عصبًا حسيًا لجلد المثلث الشرجي.